# Григорий Константи
Григорий Константи (на гръцки: Γρηγόριος Κωνσταντή) е зограф от Халкидики, представител на Галатищката художествена школа.

## Биография
Роден е в халкидическата паланка Варвара в семейството на Константис със светското име Георгиос (Γεώργιος ). В 1834 година заедно с галатищките зографи Вениамин и Макарий е на Скопелос, с които работи. В 1835 година се замонашва под името Григорий. В 1836 година става йеродякон. На една икона на Свети Георги от 1836 година от храма „Свети Георги“ в Галатища има подпис „χειρ Μακαρίου ιεροδιακόνου του εκ Γαλατίστης και Γρηγορίου ιεροδιακόνου του εκ Βαρβάρας“, от ръцете на Макарий йеродякон от Галатища и Григорий йеродякон от Варвара.
Умира между 1873 и 1879 година.